# Delia quadripila
Delia quadripila este o specie de muște din genul Delia, familia Anthomyiidae. A fost descrisă pentru prima dată de Stein în anul 1916. Conform Catalogue of Life specia Delia quadripila nu are subspecii cunoscute.